# Euploea thiemei
Euploea thiemei är en fjärilsart som beskrevs av Hans Fruhstorfer 1904. Euploea thiemei ingår i släktet Euploea och familjen praktfjärilar. Inga underarter finns listade i Catalogue of Life.